# Ілля Меддісон
Ілля Медісон (англ. Maddyson; справжнє ім'я — Давидов Ілля Сергійович) — російський відеоблогер і стример. У 2008—2011 роки вів відеоблог на Rutube, в 2011—2015 i 2018 на YouTube і в 2013-тепер. час — трансляції на Twitch. Одним з перших в Росії робив гумористичні відеоогляди роликів, фільмів і комп'ютерних ігор. Став відомий завдяки оглядам на відеоігри. Серед користувачів інтернету має прізвиська «король рунету», «король ігрових оглядів».

## Біографія
Навчався на факультеті журналістики Російського державного соціального університету, звідки був відрахований на третьому курсі через малу відвідуваність. Крім ігор захоплюється футболом. Вболіває за московський футбольний клуб «Динамо». У своїй творчості орієнтувався на американського оглядача AVGN.
Став широко відомий в рунеті з 2008 року. Здобув популярність завдяки оглядам ігор, які почали виходити в 2008 році. Свої відео він почав викладати в 2009 році на сайті Rutube, пізніше був редактором ігрового розділу на цьому сервісі. У 2010 році вів на Rutube шоу «Відеоогляди Іллі Меддісона» і «Брейнфакерс». Одним з перших в Росії робив відеоогляди фільмів і комп'ютерних ігор, і викладав їх на YouTube. Вів програму «Ігри на винос» на регіональному відділенні ТНТ, брав участь в програмі «Ще» на цьому ж каналі, в програмі «Небезпечна зона» на ТВЦ, в програмі «Віртуаліті» на MTV та інших програмах на каналах «Перший ігровий», «Муз-ТВ» і «Столиця». У 2011 році вів шоу «Аристократичний кінематограф» з оглядами на кіно на сайті Kanobu.ru. Коментував вірусні ролики під псевдонімом «Степан Арвеладзе». Співпрацював з My Duck's Vision і «Спасибі, Єво!». Вів стендап-шоу. 19 серпня 2010 року запустив інтернет-радіо Maddyson.fm, на якому працювали такі блогери як Snailkick, Юрій Хованський, Кузьма Грідін. З 2014 року радіо називається MAD.FM, провідними були такі блогери як UberMarginal, Михайло Закіров, Дмитро Ларін. У 2012 році знявся в серіалі «Поліцейські будні». У 2016 році був спеціальним гостем The Boston Major по Dota 2. У тому ж році за ідеєю і сценарієм Іллі Меддісона вийшла гра The Underground Man. Переможець інтернет-премії «Герой Рунету» у 2009 році. За підтримки Меддісона в YouTube отримали популярність такі блогери, як Юрій Хованський, kamikadze_d і інші.
В кінці листопада 2024 забанений на сервісі Twitch за стрім S.T.A.L.K.E.R. 2 на якому він видавав українофобні жарти і вирізав на грудях ворога літеру Z, яка є символом кремлівської пропаганди та війни проти України. Українська гра S.T.A.L.K.E.R. 2 недоступна для завантаження у РФ, однак Ілля Медісон виїхав до США, тож може безперешкодно грати в новинку від української студії GSC Game World .

## Жарт про Коран
18 січня 2017 року чеченський користувач Умар Саїдов опублікував в Facebook відеоролик з стендап-виступу Іллі Меддісона 2012 року, в якому Меддісон розповів жарт про Коран. Він назвав жарт Медісона неприпустимим і закликав усіх чоловіків-мусульман покарати його. Після цього проти Медісона розгорнулася цькування в соціальних мережах. До цькування приєднався дагестанський громадський діяч, віце-президент Федерації боксу Дагестану, Булач Чанкалаєв. Він в Facebook відкрито погрожував блогеру і закликав інших знайти і покарати його. Російський конгрес народів Кавказу зажадав від правоохоронних органів дати оцінку його висловлюванням. У мусульманських групах в соціальних мережах з'явилися заклики знайти і покарати Іллю Медісона, в тому числі від прихильників ІДІЛ. Голова Кизилюртівського району Дагестану Магомед Шабанов написав:
|  | Ця скотина хай тепер чекає. Недовго залишилося гаду. У нього ще є єдиний шанс. Нехай думає, який. Оригінальний текст (рос.) Эта скотина пусть теперь ждёт. Недолго осталось гаду. У него ещё есть единственный шанс. Пусть думает, какой. |

У соц. мережах також опублікували телефон відеоблогера і його можливу адресу. Після цього Меддісон видалив свої сторінки з соціальних мереж і 21 січня виїхав з Росії. Він не став звертатися в поліцію, оскільки побоювався, що на нього заведуть справу через образи почуттів віруючих.
13 лютого 2017 року прокуратура Чеченської республіки опублікувала на своєму сайті повідомлення про порушення кримінальної справи стосовно відеоблогера Іллі Меддісона по ч. 1 ст. 282 КК РФ (дії, спрямовані на приниження гідності людини або групи осіб за ознаками ставлення до релігії, скоєні публічно). У повідомленні на сайті прокуратури говорилося, що психолінгвістична експертиза визнала висловлювання блогера спрямованими на приниження людей, які сповідують іслам і християнство, і зажадала визнати його дії екстремістськими. Пізніше повідомлення було видалено з сайту. 22 лютого 2017 року Заводський районний суд Грозного визнав ролик екстремістським. 16 липня 2018 року Ілля Меддісон був засуджений судом до 1,5 років умовного терміну за екстремізм.

## Громадянська позиція
19 липня 2018 року Ілля Давидов був внесений до бази сайту «Миротворець». Повідомляється, що відеоблогер неодноразово був відмічений в українофобстві та в поширенні антиукраїнської пропаганди. У своїх заявах він називав Україну «неіснуючою нацією», злісно висловлювався в адресу Євромайдану та називав українців «маньяками» та «збоченцями». Стверджує, що все це було частиною його специфічного гумору. Так званої «постіронії».